# Peter Winter (Herausgeber)
Peter Georg Winter (* 5. Februar 1898 in Kiskomlos, deutsch Ostern, Komitat Temes, Königreich Ungarn, Österreich-Ungarn; † 26. Dezember 1985 im Schwarzwald) war ein deutscher Journalist und Schriftsteller.

## Leben

Titelseite der „Pollerpeitsch“ vom 8. Mai 1938

Der Handwerkersohn besuchte die Handelsschule in Temesvár (deutsch Temeswar) und studierte darauf in Szeged, Budapest und Wien. Er wurde zunächst Bankbeamter, gab diesen Beruf jedoch 1928 auf und gründete die „schwowische“ (hochdeutsch banatschwäbische) Wochenzeitung Pollerpeitsch. Einen großen Teil des Startkapitals für das Verlagsprojekt steuerte Winters Ehefrau Barbara (geborene Rausch) bei, deren Vater über erhebliche landwirtschaftliche Besitzungen verfügte. Der Ehe entstammten die Söhne Heinz und Norbert.
Unter dem Pseudonym Tanielpheder bereiste Winter das Banat und war beim Hauptereignis der Banater Dörfer, der „Kerwei“ (hochdeutsch Kirchweih), meist selbst zugegen. Durch seine Lesernähe wurden ihm viele Dorfgeschehnisse zugetragen, die er als detailreiche Beschreibung von Alltag und Brauchtum auf humoristische Art in seiner Zeitung veröffentlichte. Das Pseudonym hatte sich Winter in Anlehnung an die Familientradition gewählt, den jeweils ältesten Sohn Daniel zu nennen, in Banater Mundart Taniel. In Kombination mit dem eigenen Vornamen entstand so das Pseudonym „Tanielpheder“. Parallel zur „Pollerpeitsch“ veröffentlichte Winter den „Pollerpeitsch Kuhlener“, einen dem Jahreslauf angepassten Bauernkalender. Weiter erschien 1928 eine Anekdotensammlung unter dem Titel „G'schichte vun die korzi Ele un vun die lange Woche“.
Winter, der zur Zeit des Nationalsozialismus wegen „kommunistischer Umtriebe“ in Rumänien verurteilt worden war, erhielt 1945 Schreibverbot von der kommunistischen Führung des Landes und musste im August des Jahres die Veröffentlichung der Zeitschrift einstellen. Er übersiedelte später nach Deutschland und verstarb 1985 im Schwarzwald.